# Ceratostrotia melanchchlaena
Ceratostrotia melanchchlaena là một loài bướm đêm trong họ Noctuidae.